# 디르크 바오츠

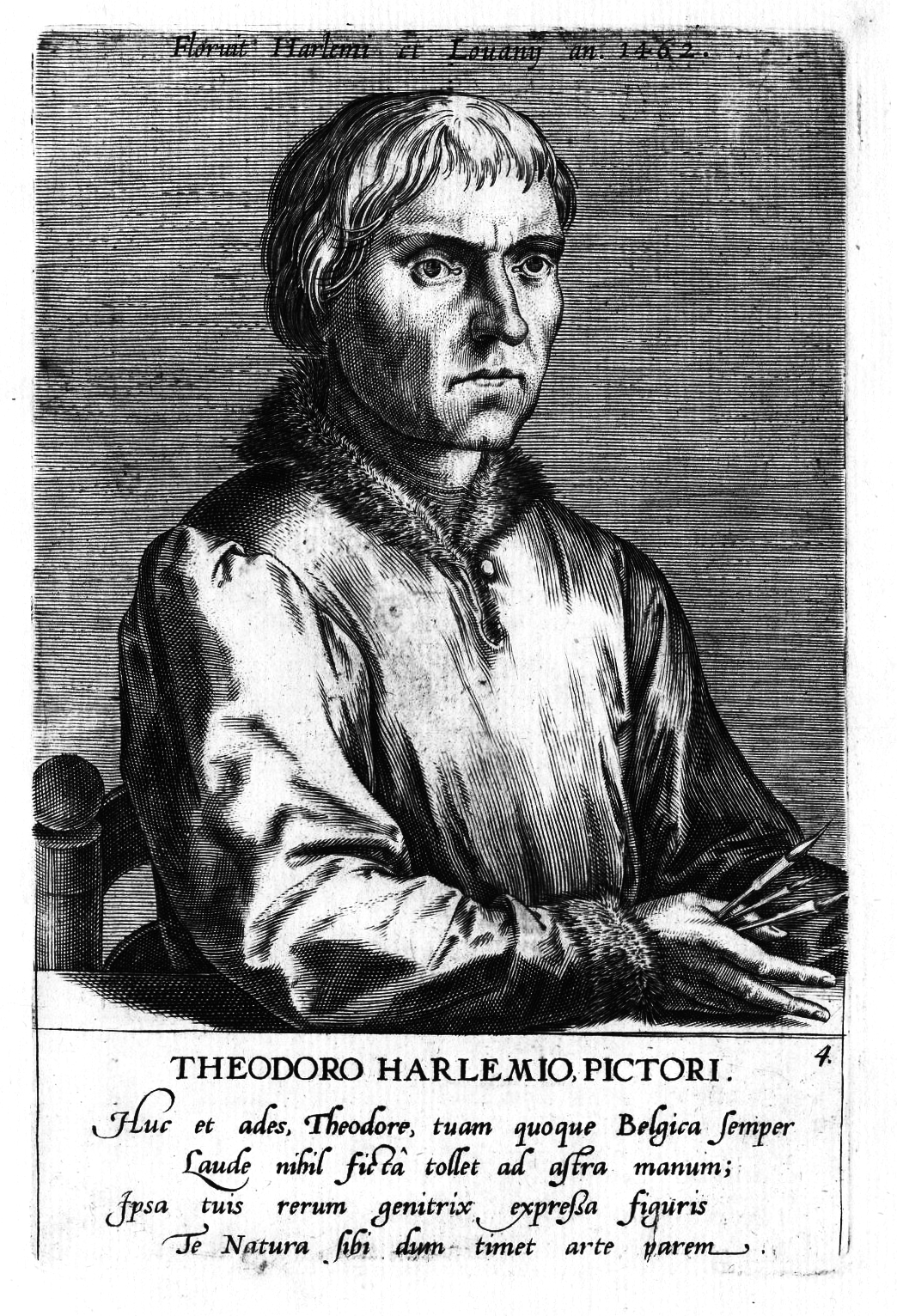
초상화

디르크 바오츠(Dieric Bouts, 1415년 경 ~ 1475년 5월 6일)은 플랑드르파 화가이다.
하를럼에서 태어났다. 후에 브뤼셀로 옮겨 로히어르 판 데르베이던에게 배웠다. 1457년 이후 뢰번에 정주하여 그는 그곳의 성 피에르 대성당에 있는 <최후의 만찬>을 그렸다. 판 데르베이던의 제자 중 가장 유명하며, 시세에 맞추어 청신하고 정적인 세계를 그려냈다.